# Il barone Carlo Mazza
Il barone Carlo Mazza («El barón Carlo Mazza» en italiano) es una película de comedia musical italiana de 1948 dirigida por Guido Brignone y protagonizada por Nino Taranto, Silvana Pampanini y Enzo Turco. La dirección de arte de la película estuvo a cargo de Virgilio Marchi. 

## Argumento
Un barón sin un centavo intenta desesperadamente revertir su fortuna y, finalmente, intenta casarse con una rica mujer mexicana.

## Reparto
- Nino Taranto como Barone Carlo Mazza.
- Silvana Pampanini como Rosa Pezza.
- Enzo Turco como Cecè Rizzo.
- Franco Coop como Cosimo.
- Carlo Lombardi como Borgotti.
- Mario Riva como Locutor.
- Raimondo Van Riel como tío Casimiro Pezza.
- Gianna Dauro como Edwige Mazza.
- Anna Corinto como La secretaria.
- Franca Del Frate como Elvira Pezza.
- Dianora Veiga como Lalla.
- Paolo Carlini como Fugi.
- Bruno Corelli como El conde de los Strozzi.
- Olga Vittoria Gentilli como Princesa Strozzi.
- Nino Marchesini como El nuevo rico.
- Augusto Di Giovanni como El comendador.
- Margherita Bossi como Esposa del comendador.
- Agostino Salvietti como portero del hotel.
- Franco Pesce como profesor de música.
- Diana Dei como invitada a la fiesta.
- Marino Maresca como Secretario del comandante.
- Amalia Pellegrini como Señora mayor en funeral.
- Evelina Paoli como amiga de la princesa.
- Marco Tulli como Padrone del contino #2.
- Claudio Ermelli como Padrone del contino.